# كرايغ جينينغز
كرايغ جينينغز (13 نوفمبر 1984 في المملكة المتحدة - )  (بالإنجليزية: Craig Jennings)‏ هو لاعب كريكت بريطاني. لعب مع نادي مقاطعة نورثامبتونشير للكريكت ‏.